# Pyrinia castana
Pyrinia castana es una especie de polilla de la familia Geometridae. La especie fue descrita por primera vez por Paul Dognin habiendo sido descrita en 1896, con distribución en Ecuador y Perú. El holotipo de la especie fue descrita en la provincia de Chachapoyas.